# Балка Кудривщина
Балка Кудривщина — балка (річка) в Україні у Білоцерківському районі Київської області. Права притока річки Нехворощи (басейн Дніпра).

## Опис
Довжина балки приблизно 8,11 км, найкоротша відстань між витоком і гирлом — 8,07 км, коефіцієнт звивистості річки — 1,03. Формується декількома струмками та загатами. На деяких ділянках балка пересихає.

## Розташування
Бере початок на південній стороні від села Яхни. Тече переважно на південний схід і у селі Іванівка впадає в річку Нехворощу, ліву притоку річки Росі.

## Цікаві факти
- Біля гирла балки на північно-східній стороні на відстані приблизно 607 м пролягає автошлях Н01[2] (автомобільна дорога національного значення в Україні, Київ — Знам'янка. Проходить територією Київської, Черкаської та Кіровоградської областей.).